# 完顏守純
完顏守純（？—1233年5月30日），女真名完顏盤都，为金朝皇族，金宣宗完顏珣的儿子，母亲真妃庞氏。

## 生平
貞祐元年（1213年），封為濮王。貞祐二年（1214年），為殿前都點檢兼侍衛親軍都指揮使，權都元帥。次年，為樞密使。四年為平章政事，兴定元年（1217年），为世袭东平路三屯猛安，三年（1219年）为英王。四年（1220年）想除掉术虎高琪，事发，未成功。元光二年（1223年），金宣宗临终，他抢先入宫。但是太子完颜守绪入宫，派禁军把他控制住。哀宗即位后，正大元年（1224年），封为荆王。罢政事，一度下狱，王太后营救，才被释放。天兴二年（1233年），崔立政变，把他和完颜从恪等宗室五百人送到青城，都被蒙古军杀死。

## 子
完顏守純有三個兒子，長子訛可，封肅國公，天興元年三月進封曹王。次子名字不詳，封戴王。三子孛德，封鞏王。

## 延伸阅读
[在维基数据编辑]
 《金史·卷93》，出自脱脱《金史》